# Colonia de Lagos
La Colonia de Lagos fue una posesión colonial británica centrada en el puerto de Lagos en lo que hoy es el sur de Nigeria. Lagos fue anexionada el 6 de agosto de 1861 bajo la amenaza de la fuerza por el comandante Beddingfield del HMS Prometheus, quien estaba acompañado por el cónsul británico en funciones, William McCoskry. Oba Dosunmu de Lagos (deletreado "Docemo" en los documentos británicos) se resistió a la cesión durante 11 días mientras se enfrentaba a la amenaza de violencia sobre Lagos y su gente, pero capituló y firmó el Tratado de Cesión de Lagos. Lagos fue declarada colonia el 5 de marzo de 1862. En 1872 Lagos era un centro comercial cosmopolita con una población de más de 60.000 habitantes. Tras las prolongadas guerras entre los estados yorubas del continente, la colonia estableció un protectorado sobre la mayor parte de Yoruba entre 1890 y 1897. La colonia y el protectorado se incorporaron al sur de Nigeria en febrero de 1906, y Lagos se convirtió en la capital del protectorado de Nigeria en enero de 1914. Desde entonces, Lagos ha crecido hasta convertirse en la ciudad más grande de África Occidental, con una población metropolitana estimada de más de 9.000.000 a partir de 2011.

## Ubicación

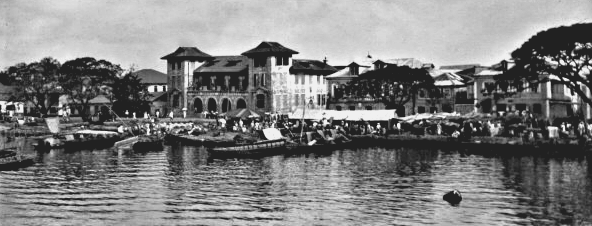
Puerto de Lagos en el.

Lagos era originalmente una comunidad pesquera en el norte de la Isla de Lagos, que se encuentra en la Laguna de Lagos, un gran puerto protegido en la costa atlántica de África en el Golfo de Guinea al oeste del delta del río Níger. La laguna está protegida del océano por largas espitas de arena que corren de este a oeste hasta 100 kilómetros (62 millas) en ambas direcciones. Lagos tiene un clima de sabana tropical con dos estaciones de lluvia. Las lluvias más intensas caen de abril a julio y hay una estación de lluvias más débil en octubre y noviembre. La precipitación anual total es de 1.900 milímetros (75 pulgadas). Las temperaturas medias oscilan entre los 25 °C (77 °F) de julio y los 29 °C (84 °F) de marzo.
Durante muchos años los productos básicos de la región fueron el aceite de palma. La fabricación de aceite de palma se consideraba principalmente un trabajo para las mujeres. Las exportaciones posteriores incluyeron la copra hecha de la palma de coco, los granos de guinea, la goma de copal, el sándalo africano y el sésamo (benne).

## Orígenes

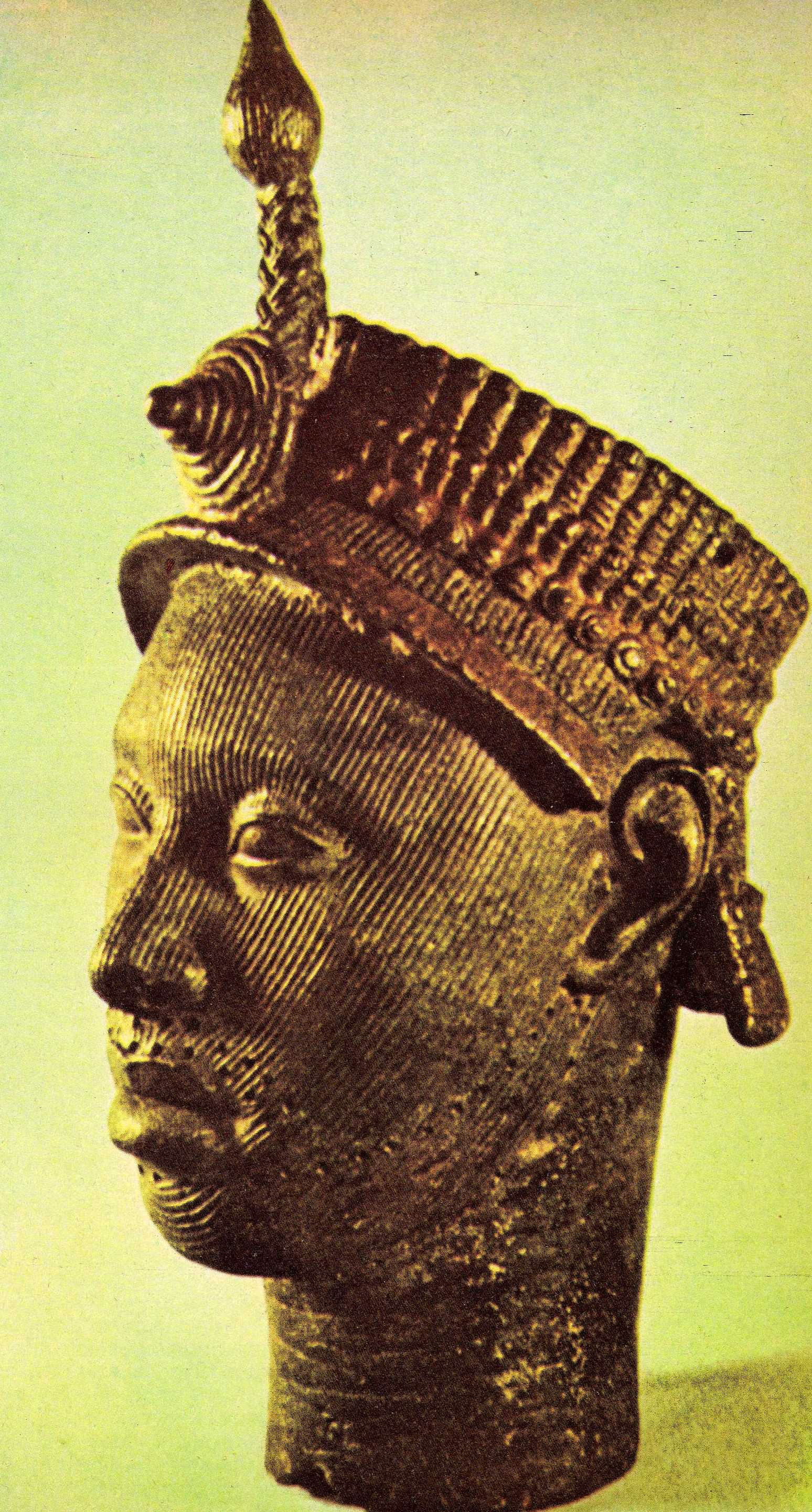
Cabeza de latón de un rey Yoruga de Ife. Datado, siglo XIII

La primera encarnación de Lagos fue una comunidad de pescadores yoruba Awori ubicada en las islas y la península que forman el estado moderno. El área estaba habitada por familias que reclamaban una ascendencia semi-mítica de una figura llamada Olofin. Los descendientes modernos de esta figura son la nobleza contemporánea conocida como los Idejo o "jefes de gorra blanca" de Lagos.
En el siglo XVI, la isla de Lagos fue saqueada y colonizada por las tropas del Oba de Benín durante la fase expansiva de ese reino. Establecieron un campamento de guerra en la ciudad, y se le conoció como Eko. En el siglo XVII, se convirtió en una importante ciudad portuaria del Imperio de Benín. Desde entonces, los monarcas de Lagos han reclamado descendencia del guerrero Ashipa, de quien a veces se dice que fue un príncipe de Benín o, a veces, un filibustero Awori leal al trono de Benín. La aristocracia de Idejo siguió siendo yoruba. El hijo de Ashipa construyó su palacio en la isla de Lagos, y su nieto trasladó la sede del gobierno al palacio desde la península de Iddo. En 1730 el Oba de Lagos invitó a los comerciantes de esclavos portugueses a la isla, donde pronto se desarrolló un floreciente comercio. En el siglo XVIII, Lagos seguía siendo técnicamente una ciudad-estado vasalla dentro del Imperio de Benín, pero se fue haciendo cada vez más independiente y superando a este último en poder e influencia a medida que el poder de Benín disminuía.
En la primera mitad del siglo XIX, el hinterland yoruba se encontraba en un estado de guerra casi constante debido a los conflictos internos y a las incursiones de los estados vecinos del norte y del oeste. Para entonces, la isla fortificada de Lagos se había convertido en un importante centro de la trata de esclavos. El Reino Unido abolió la importación de esclavos a sus colonias en 1807 y abolió la esclavitud en todos los territorios británicos en 1833. Los británicos se mostraron cada vez más activos en la supresión de la trata de esclavos. A finales de 1851 una expedición naval bombardeó Lagos hasta la sumisión, depuso a Oba Kosoko, instaló el más dócil Oba Akitoye y firmó el tratado entre Gran Bretaña y Lagos que declaraba ilegal la esclavitud en Lagos el 1 de enero de 1852. Unos meses más tarde, Louis Fraser del consulado de la Bahía de Benín fue enviado a la isla como vicecónsul. Al año siguiente, Lagos se convirtió en un consulado completo con Benjamin Campbell nombrado como cónsul. Un emigrante yoruba, el catequista James White, escribió en 1853: "Con la toma de Lagos, Inglaterra ha realizado un acto que los niños agradecidos de África recordarán durante mucho tiempo... Una de las principales raíces de la trata de esclavos es arrancada de la tierra".
Las tensiones entre el nuevo gobernante, Akitoye, y los partidarios del depuesto Kosoko llevaron a la lucha en agosto de 1853. Un intento del propio Kosoko de tomar la ciudad fue derrotado, pero Akitoye murió repentinamente el 2 de septiembre de 1853, tal vez envenenado. Tras consultar con los jefes locales, el cónsul declaró a Dosunmu (Docemo), el hijo mayor de Akitoye, el nuevo Oba. Con las crisis e intervenciones sucesivas, el consulado evolucionó en los años siguientes hacia una forma de protectorado. Lagos se convirtió en una base desde la cual los británicos extendieron gradualmente su jurisdicción, en forma de protectorado, sobre el interior del país. El proceso fue impulsado por las exigencias del comercio y la seguridad más que por cualquier política deliberada de expansión.

## Primeros años

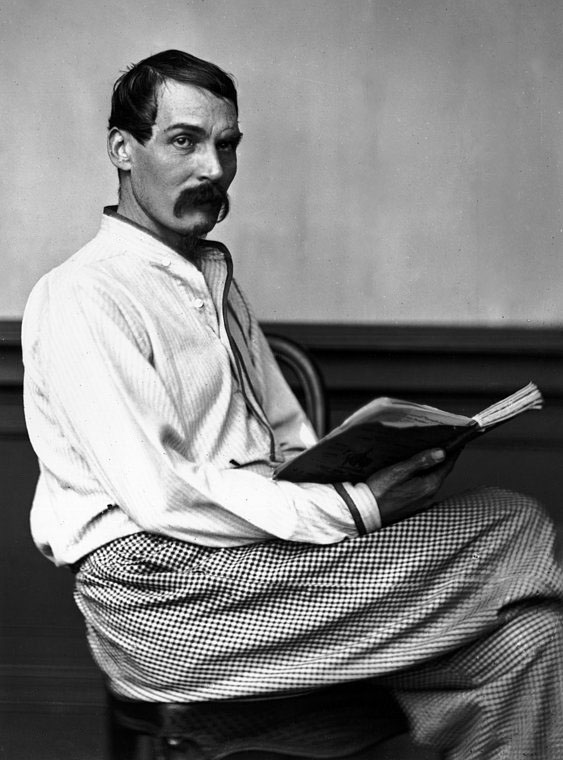
Richard Francis Burton, oponente de la actividad misionera en la colonia

En agosto de 1861, una fuerza naval británica entró en Lagos y anexó Lagos como colonia británica mediante el Tratado de Cesión de Lagos. Los poderes del rey Dosunmu se redujeron significativamente y el cónsul William McCoskry se convirtió en gobernador en funciones. Como colonia, Lagos estaba ahora protegida y gobernada directamente desde Gran Bretaña. Los africanos nacidos en la colonia eran súbditos británicos, con plenos derechos que incluían el acceso a los tribunales. Por el contrario, los africanos en los últimos protectorados del sur y el norte de Nigeria eran personas protegidas pero permanecían bajo la jurisdicción de sus gobernantes tradicionales.
En los primeros años, el comercio con el interior se vio gravemente restringido debido a la guerra entre Ibadán y Abeokuta. El río Ogun que conduce a Abeokuta no era seguro para el tráfico de canoas, y los viajeros corrían el riesgo de ser asaltados por los ladrones de Egba. El 14 de noviembre de 1862 el gobernador Henry Stanhope Freeman llamó a todos los súbditos británicos a regresar de Abeokuta a Lagos, dejando sus propiedades, de las que los jefes de Abeokuta serían responsables ante el gobierno británico. El gobernador interino William Rice Mulliner se reunió con el bashorun de Abeokuta en mayo de 1863, quien le dijo que los recientes robos de las propiedades de los comerciantes se debían a la costumbre de suprimir el comercio para obligar a los hombres a la guerra. El saqueo cesaría cuando la guerra terminara. Mientras tanto, los comerciantes no deberían viajar a Abeokuta, ya que su seguridad no podía ser garantizada.
Aunque la trata de esclavos fue suprimida y la esclavitud es ilegal en el territorio británico, la esclavitud todavía continúa en la región. Lagos era considerada como un refugio por los esclavos fugitivos, que eran algo problemático para la administración. McCoskry estableció un tribunal para conocer casos de abuso contra los esclavos y de esclavos fugitivos del interior, y estableció un "Patio Africano Liberado" para dar empleo a los fugitivos liberados hasta que fueran capaces de cuidarse a sí mismos. No consideró que la abolición de la esclavitud en la colonia fuera práctica.
McCoskry y otros comerciantes de la colonia se oponían a las actividades de los misioneros, que consideraban que interferían con el comercio. En 1855 McCoskry había sido uno de los firmantes de una petición para impedir que dos misioneros que habían salido de permiso regresaran a Lagos. McCloskry comunicó su punto de vista al ex explorador Richard Francis Burton, quien visitó Lagos y Abeokuta en 1861 mientras actuaba como cónsul en Fernando Po, y que también se oponía al trabajo misionero.
Freeman, su sucesor, estuvo de acuerdo con Burton en que los negros tenían más probabilidades de ser convertidos por el islam que por el cristianismo.
Freeman intentó impedir que Robert Campbell, un jamaicano de ascendencia parcialmente escocesa y parcialmente africana, estableciera un periódico en la colonia. Consideró que sería "un instrumento peligroso en manos de negros semi-civilizados".  El gobierno británico no estuvo de acuerdo, y el primer número del Anglo-African, apareció el 6 de junio de 1863. Anteriormente, en 1854, había habido un periódico que puede describirse verdaderamente como el primer periódico nigeriano llamado Iwe Iroyin Yoruba fun awon Egba ati Yoruba.

## Crecimiento de la ciudad

La primera casa misionera de Nigeria en Badagry

Había un pequeño consejo legislativo que se estableció cuando se fundó la colonia en 1861, con el mandato prioritario de asistir y asesorar al Gobernador pero sin autoridad formal, y se mantuvo hasta 1922. La mayoría de los miembros eran funcionarios de la colonia. En 1863 los británicos establecieron la Ordenanza de Mejora de la Ciudad de Lagos, con el objetivo de controlar el desarrollo físico de la ciudad y el territorio circundante.
La administración se fusionó con la de Sierra Leona en 1866, y fue transferido a la Costa de Oro en 1874. Las élites de Lagos presionaron intensamente para que se restaurara la autonomía, lo que no ocurrió hasta 1886.
La Lagos colonial se convirtió en un puerto cosmopolita y concurrido, con una arquitectura que mezclaba los estilos victoriano y brasileño. El elemento brasileño fue impartido por hábiles constructores y albañiles que habían regresado de Brasil. La élite negra estaba compuesta por "Saros" de habla inglesa de Sierra Leona y otros esclavos emancipados que habían sido repatriados de Brasil y Cuba. En 1872 la población de la colonia era de más de 60.000 habitantes, de los cuales menos de 100 eran de origen europeo. En 1876 las importaciones se valoraron en 476.813 libras esterlinas y las exportaciones en 619.260 libras esterlinas.
El 13 de enero de 1874, los líderes de la comunidad metodista, incluyendo a Charles Joseph George, se reunieron para discutir la fundación de una escuela secundaria para los miembros de su comunión como una alternativa a la Escuela de Gramática de la CMS. Después de una campaña de recaudación de fondos, el edificio de la Escuela de Muchachos Metodistas se abrió en junio de 1877. El 17 de febrero de 1881, George fue uno de los líderes de la comunidad que puso la primera piedra de la Iglesia Wesley en Olowogbowo, en el oeste de la isla de Lagos.
La colonia había logrado en gran medida eliminar la esclavitud y se había convertido en una próspera comunidad comercial, pero hasta el comienzo del reparto europeo de África el gobierno imperial británico consideró que la colonia de Lagos en algunos aspectos era un fracaso. Los británicos se habían negado a intervenir en la política del interior y la competencia feroz entre las empresas británicas y francesas a lo largo del Níger le impidió obtener beneficios significativos.

## Guerras Yoruba

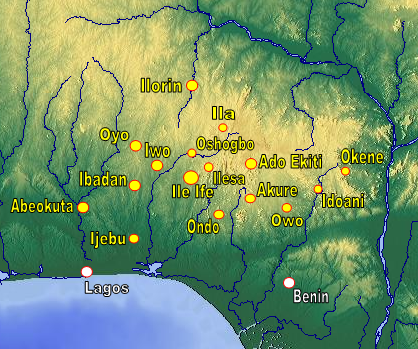
Ciudades yorubas históricas, con Lagos en el suroeste

En 1877 estalló una guerra comercial entre Ibadán y tanto Egba Alake (Abeokuta) como Ijebu. Más al este, los Ekiti e Ijesa se rebelaron contra el dominio de Ibadán en 1878, y los combates esporádicos continuaron durante los siguientes dieciséis años. La ayuda de los comerciantes de Saro en Lagos, en forma de rifles de retrocarga, dio a los Ekiti la ventaja. El gobierno de Lagos, en ese momento subordinado a Acra en la Costa de Oro, recibió instrucciones de mantenerse al margen del conflicto, a pesar del daño que estaba causando al comercio, y los intentos de mediación de los mercaderes de Saro y de los emires Fulani fueron rechazados.
En 1884, la United African Company de George Goldie había logrado absorber toda su competencia y eliminó los puestos franceses del bajo Níger; la situación permitió a Gran Bretaña reclamar toda la región en la Conferencia de Berlín al año siguiente. En 1886 Lagos se convirtió en una colonia separada de la Costa del Oro bajo el mandato del gobernador Cornelius Alfred Moloney. El consejo legislativo de la nueva colonia estaba compuesto por cuatro miembros oficiales y tres no oficiales. El gobernador Moloney nombró a dos africanos como representantes no oficiales: el clérigo, más tarde obispo James Johnson y el comerciante Charles Joseph George. En esta época las potencias europeas estaban en una intensa competencia por las colonias africanas, mientras que los protagonistas de las guerras yorubas estaban cansados. La administración de Lagos, actuando a través de Samuel Johnson y Charles Phillips de la Sociedad Misionera de la Iglesia, organizó un cese del fuego y luego un tratado que garantizaba la independencia de los pueblos de Ekiti. Sin embargo, Ilorin se negó a dejar de luchar, y la guerra se prolongó.
Preocupados por la creciente influencia de los franceses en la cercana Dahomey, los británicos establecieron un puesto en Ilaro en 1890. El 13 de agosto de 1891 se firmó un tratado que ponía el reino de Ilaro bajo la protección de la reina británica. Cuando el gobernador Gilbert Thomas Carter llegó en 1891, siguió una política agresiva. En 1892 atacó Ijebu, y en 1893 hizo un recorrido por tierra yoruba firmando tratados, obligando a los ejércitos a dispersarse, y abriendo el camino para la construcción de un ferrocarril de Lagos a Ibadán. Así, el 3 de febrero de 1893, Carter firmó un tratado de protección con el Alafin de Oyo y el 15 de agosto de 1893, el gobernador interino George Chardin Denton firmó un acuerdo de protectorado con Ibadán. El control colonial se estableció firmemente en toda la región tras el bombardeo de Oyo en 1895 y la captura de Ilorin por la Royal Niger Company en 1897.

## Años posteriores

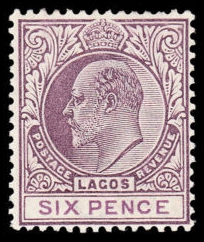
Un sello de seis peniques de 1904 de Lagos

En 1887 el Capitán Maloney, el Gobernador, dio un informe al Real Jardín Botánico de Kew en el que esbozaba los planes para una Estación Botánica en Lagos con el propósito de desarrollar árboles y plantas autóctonas que tuvieran valor comercial. Para 1889 se había introducido el caucho en la colonia, prometiendo rendimiento y calidad. Un informe de ese año describió otros productos, incluyendo el chicle y el aceite de coco, para los cuales un negocio de trituración en pequeña escala era prometedor, varias fibras, sándalo africano e índigo, también considerados de gran potencial.
El crecimiento de la ciudad de Lagos fue en gran parte no planificado, obstaculizado por el complejo de pantanos, canales y espitas de arena. William MacGregor, gobernador de 1898 a 1903, instituyó una campaña contra la malaria prevalente, drenando los pantanos y destruyendo en la medida de lo posible los mosquitos que eran responsables de la propagación de la enfermedad.
Los enlaces telefónicos con Gran Bretaña se establecieron en 1886, y el alumbrado público eléctrico en 1898. En agosto de 1896, Charles Joseph George y G.W. Neville, ambos comerciantes y ambos miembros no oficiales del Consejo Legislativo, presentaron una petición instando a la construcción de la terminal ferroviaria en la isla de Lagos en lugar de en Iddo, y pidiendo también que el ferrocarril se extendiera hasta Abeokuta. George fue el líder de la delegación que hizo esta petición, y describió sus muchas ventajas comerciales. Una importante huelga estalló en la colonia en 1897, que ha sido descrita como la "primera gran protesta obrera" en la historia de África.
El 21 de febrero de 1899, el Alake de los Egba firmó un acuerdo que abría el camino para la construcción de un ferrocarril a través de su territorio, y el nuevo ferrocarril de Aro a Abeokuta fue inaugurado por el Gobernador en diciembre de 1901, en presencia del Alake.
En 1901 el primer abogado africano cualificado de la colonia, Christopher Sapara Williams, fue nominado para el Consejo Legislativo, sirviendo como miembro hasta su muerte en 1915.[47] En 1903 hubo una crisis en el pago de los peajes que los gobernantes nativos cobraban a los comerciantes, aunque los europeos estaban exentos. La alternativa era sustituir los peajes por un subsidio. MacGregor pidió opiniones a Williams, Charles Joseph George y Obadiah Johnson como líderes de opinión indígenas. Todos estaban a favor de mantener los peajes para no molestar a los gobernantes. En 1903 la administración del gobernador MacGregor preparó una Ordenanza de Periódicos aparentemente diseñada para evitar que se publicaran calumnias. George, Williams y Johnson, los tres miembros del consejo nigeriano, todos se opusieron con el argumento de que la ordenanza inhibiría la libertad de prensa. George dijo que "cualquier obstáculo en el camino de la publicación de periódicos en esta colonia significa devolver a Lagos a su posición de hace cuarenta o cincuenta años". A pesar de estas objeciones, la ordenanza fue aprobada como ley.
Walter Egerton fue el último Gobernador de la Colonia de Lagos, nombrado en 1903. Egerton apoyó con entusiasmo la extensión del ferrocarril Lagos - Ibadán hasta Osogbo, y el proyecto fue aprobado en noviembre de 1904. La construcción comenzó en enero de 1905 y la línea llegó a Osogbo en abril de 1907. La oficina colonial quería amalgamar la Colonia de Lagos con el protectorado del sur de Nigeria, y en agosto de 1904 también nombró a Egerton como Alto Comisionado para el Protectorado del Sur de Nigeria. Ocupó ambos cargos hasta el 28 de febrero de 1906. En esa fecha los dos territorios se amalgamaron, con el territorio combinado llamado Colonia y Protectorado de Nigeria del Sur. En 1914, el Gobernador General Sir Frederick Lugard amalgamó este territorio con el Protectorado de Nigeria del Norte para formar la Colonia y el Protectorado de Nigeria.
Lagos fue la capital de Nigeria hasta 1991, cuando ese papel fue cedido al Territorio de la Capital Federal, Abuya, y sigue siendo la capital comercial. La población estimada en 2011 es de más de 9 millones de habitantes.